# 桑氏紋唇魚
桑氏紋唇魚（学名：Osteochilus sondhii）是輻鰭魚綱鯉形目鯉科紋唇魚屬的其中一個種，該物種主要分布於亞洲緬甸，為特有種，體長可達15公分，棲息在丘陵溪流。